# Tomba dei giganti di Bruncu Espis
La tomba dei giganti di Bruncu Espis è un sito archeologico nuragico situato in località Funtanazza, nel territorio del comune di Arbus, in provincia del Medio Campidano.

## Storia
Sebbene il centro abitato di Arbus fu fondato solo nel XIV secolo, numerose sono le testimonianze di insediamenti umani nell'attuale territorio comunale. La tomba dei giganti di Bruncu Espis, assieme al nuraghe Cugui, è una delle tracce lasciate dalla civiltà nuragica, e nello specifico essa risale al periodo definito Nuragico finale (1300-900 a.C.), venendo però utilizzata anche successivamente, almeno fino al V secolo a.C.
La tomba fu scoperta nel 1920 durante la costruzione di una casa nel terreno di una famiglia locale, i Lampis. Alcune pietre della casa furono prese dalla stessa esedra della tomba.

## Struttura
Ha una facciata disposta su un fronte rettilineo che la distingue rispetto alle altre tombe, usualmente con un frontale a forma di corna di toro. All’interno la galleria ha pareti fortemente aggettanti ed è dotata di un corridoio lungo una decina di metri circa e largo poco più di uno ed è totalmente coperta dal terreno, sopra il quale appaiono ancora alcune antiche costruzioni.

## Utilizzo attuale
Il sito archeologico è ubicato tuttora nel terreno privato della famiglia Lampis, vicino alla quale si trova anche il caseificio di loro proprietà. Essendo dedito alla produzione del latte ovino della specie protetta della pecora Nera di Arbus, è inserito nei percorsi riservati alle scuole nell'attività della fattoria didattica, combinando quindi l'attività turistica del sito archeologico.